# Stevenson Peak
Der Stevenson Peak ist ein 1780 m hoher Berg im ostantarktischen Viktorialand. In der Cartographers Range der Victory Mountains ragt er 8 km westnordwestlich des Bypass Hill auf. 
Der United States Geological Survey kartierte ihn anhand eigener Vermessungen von Luftaufnahmen der United States Navy aus den Jahren von 1960 bis 1964. Das Advisory Committee on Antarctic Names benannte den Berg 1970 nach Robert G. Stevenson, Geologe auf der McMurdo-Station von 1967 bis 1968.